# Vincent van der Kooij
Vincent van der Kooij (Leiderdorp, 10 juni 1979) is een Nederlands voormalig professioneel wielrenner. Hij reed voor Rabobank GS3, de opleidingsploeg van Rabobank en later voor Bankgiroloterij, de voorloper van het huidige Project 1t4i. In 1999 werd Van der Kooij derde op het Nederlandse kampioenschap tijdrijden voor beloften.
In 2003 werd Van der Kooij tijdens een training aangereden door een vrachtwagen. Het seizoen was goed begonnen, met ontsnappingen in grote koersen als Kuurne-Brussel-Kuurne (10e), de Brabantse Pijl en de Ronde van Vlaanderen. Tijdens de revalidatie van het ongeluk wordt er bij hem de Ziekte van Hodgkin vastgesteld. Na zijn comeback wist hij zijn niveau van voorheen niet meer te bereiken en stopte al na een halfjaar weer met professioneel wielrennen. Van der Kooij behaalde geen professionele overwinningen.

## Resultaten in voornaamste wedstrijden
|      | \| Jaar \| Gent-Wevelgem \| Ronde van Vlaanderen \| \| ---- \| ------------- \| -------------------- \| \| 2003 \| opgave \| opgave \| |                      |
| Jaar | Gent-Wevelgem | Ronde van Vlaanderen |
| 2003 | opgave | opgave               |

Wielerploegen van Vincent van der Kooij
Al ·
van Dooren ·
Hiemstra ·
Kemna ·
van der Kooij ·
Löwik ·
Reinerink ·
Schmitz ·
Sweet ·
van Velzen · 
van der Ven ·
Voskamp ·
Vries
Blijlevens ·
Hiemstra ·
Kemna ·
Koerts ·
van der Kooij ·
Löwik ·
Pronk ·
Reinerink ·
Schmitz ·
Smink ·
van Velzen · 
van der Ven ·
Voskamp ·
Vries
Andresen ·
Bak ·
Blijlevens ·
Bos ·
ten Dam ·
van Dulmen ·
Engels ·
Johansen ·
van Katwijk ·
Kemna ·
van der Kooij ·
Petersen ·
Pronk ·
Smink ·
van der Ven ·
Vries · 
van der Wal